# Kalydon

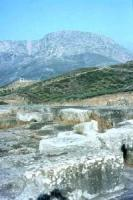
Vy över Kalydon

Kalydon (grekiska Καλυδών, latin Calydon) var en forngrekisk stad i landskapet Aitolien nära floden Euenos, i sagorna vida berömd huvudsakligen genom Meleagros och andra hjältars jakt på det s.k. kalydoniska vildsvinet. Staden ägde bestånd ännu på Caesars och Augustus tid, och lämningar av dess fästningsverk och teater är ännu i dag synliga.